# Povoletto
Povoletto is een gemeente in de Italiaanse provincie Udine (regio Friuli-Venezia Giulia) en telt 5500 inwoners (31-12-2004). De oppervlakte bedraagt 39,0 km², de bevolkingsdichtheid is 139 inwoners per km².
De volgende frazioni maken deel uit van de gemeente: Salt, Grions del Torre, Bellazoia, Ronchis, Marsure, Magredis, Savorgnano del Torre, Ravosa.

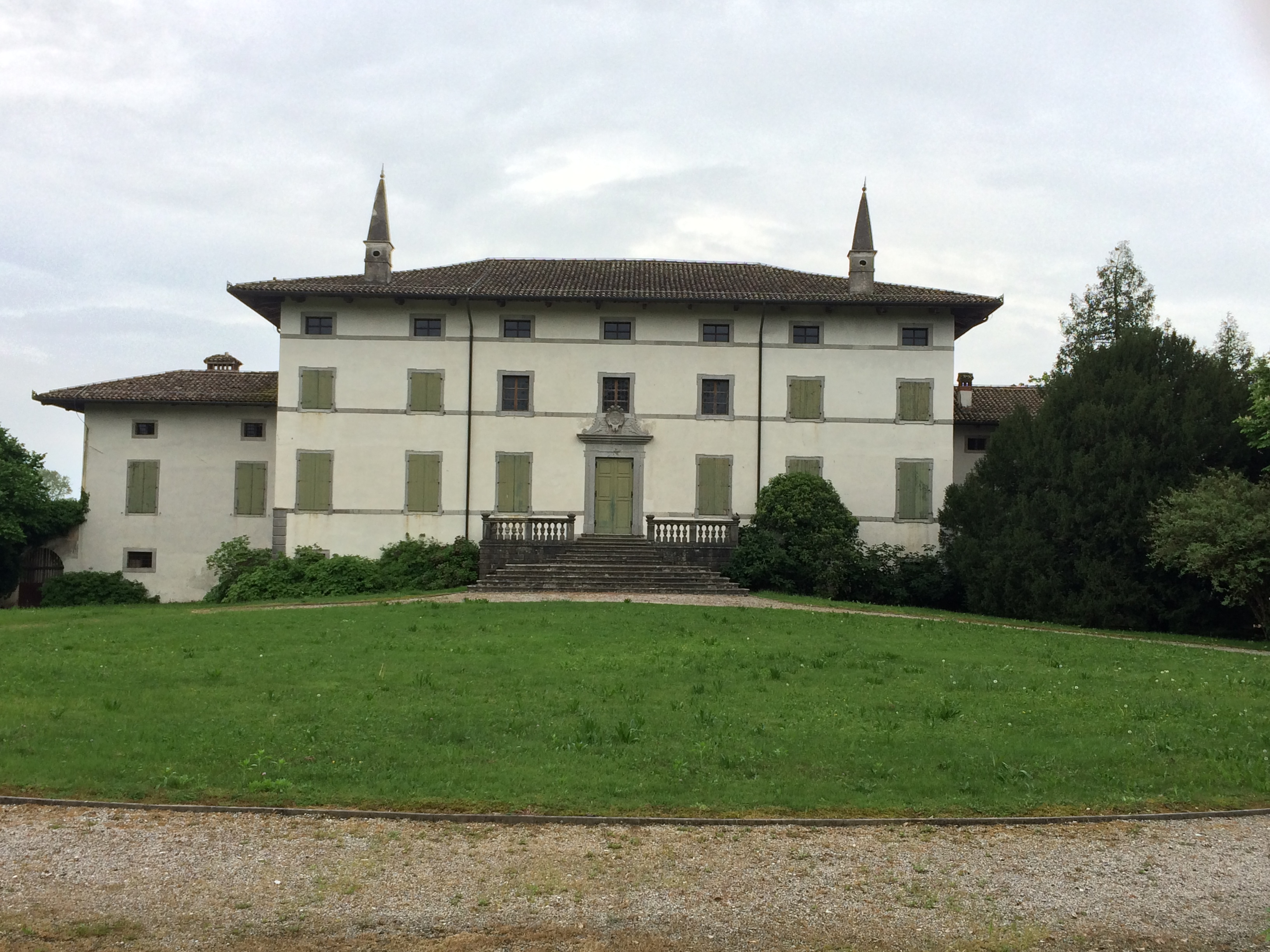
Villa Mangilli
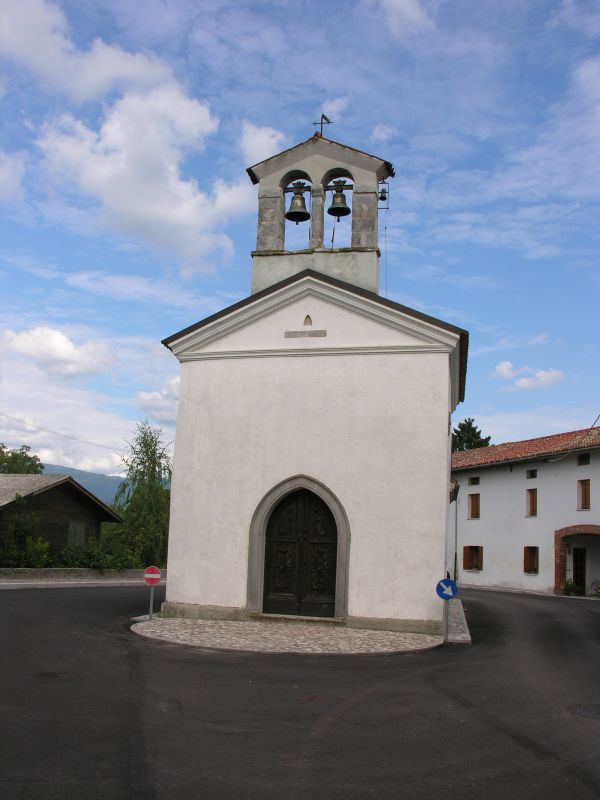
Kapel

## Demografie
Povoletto telt ongeveer 2148 huishoudens. Het aantal inwoners steeg in de periode 1991-2001 met 0,7% volgens cijfers uit de tienjaarlijkse volkstellingen van ISTAT.
| Jaar | Inwoneraantal |
| ---- | ------------- |
| 1991 | 5241          |
| 2001 | 5276          |

## Geografie
De gemeente ligt op ongeveer 116 m boven zeeniveau.
Povoletto grenst aan de volgende gemeenten: Attimis, Faedis, Nimis, Reana del Rojale, Remanzacco, Udine.